# Jeremy Gaige
Jeremy Gaige (* 9. Oktober 1927 in New York City; † 19. Februar 2011 in Philadelphia) war ein US-amerikanischer Schachjournalist und -historiker.

## Leben
Gaige war der Sohn des Theaterproduzenten Crosby Gaige. Nach einer Ausbildung in Schulen und College diente er im U.S. Army Medical Corps. 1951 schloss er das College der Columbia University als Bachelor of Arts ab.
Im Jahre 1952 begann Gaige eine journalistische Karriere, zunächst als Laufjunge bei der New York Times. Nachdem er 1958 das Schachspiel erlernte, interessierte sich Gaige vor allem für Schachbiografien, zu denen er kein systematisches oder zitierfähiges Material vorfand. Während seiner Tätigkeit korrigierte er viele biografische und schachhistorische Daten durch eigene Recherchen. Seine Arbeit gipfelte 1987 in der Veröffentlichung der Chess Personalia mit über 14.000 Einträgen.
Gaige erhielt 2007 einen Eintrag in der U.S. Chess Hall of Fame und war lebenslanges Ehrenmitglied der Chess Journalists of America.

## Familie
1951 heiratete Gaige Elise Cookson, von der er um 1956 wieder geschieden wurde. 1958 oder im Februar 1959 heiratete er Harriet Elizabeth Oken. Aus dieser anhaltenden Ehe ging eine Tochter hervor.
Gaige verstarb am 19. Februar 2011 im Spring Garden District von Philadelphia an einem Emphysem.

## Werke (Auswahl)
- Jeremy Gaige: A Catalog of Chess Players and Problemists. Selbstverlag. 1. Auflage 1969, 2. Auflage 1971, 3. Auflage 1973.
- Jeremy Gaige: Chess Tournament Crosstables (vier Bände). 1969 bis 1974; 2. Auflage des ersten Bands 1985.
- Jeremy Gaige: Chess Personalia: A Biobibliography. McFarland & Company, Juli 1987. ISBN 978-0899502939.